# Centrale termoelettrica di Sant'Andrià de Besós

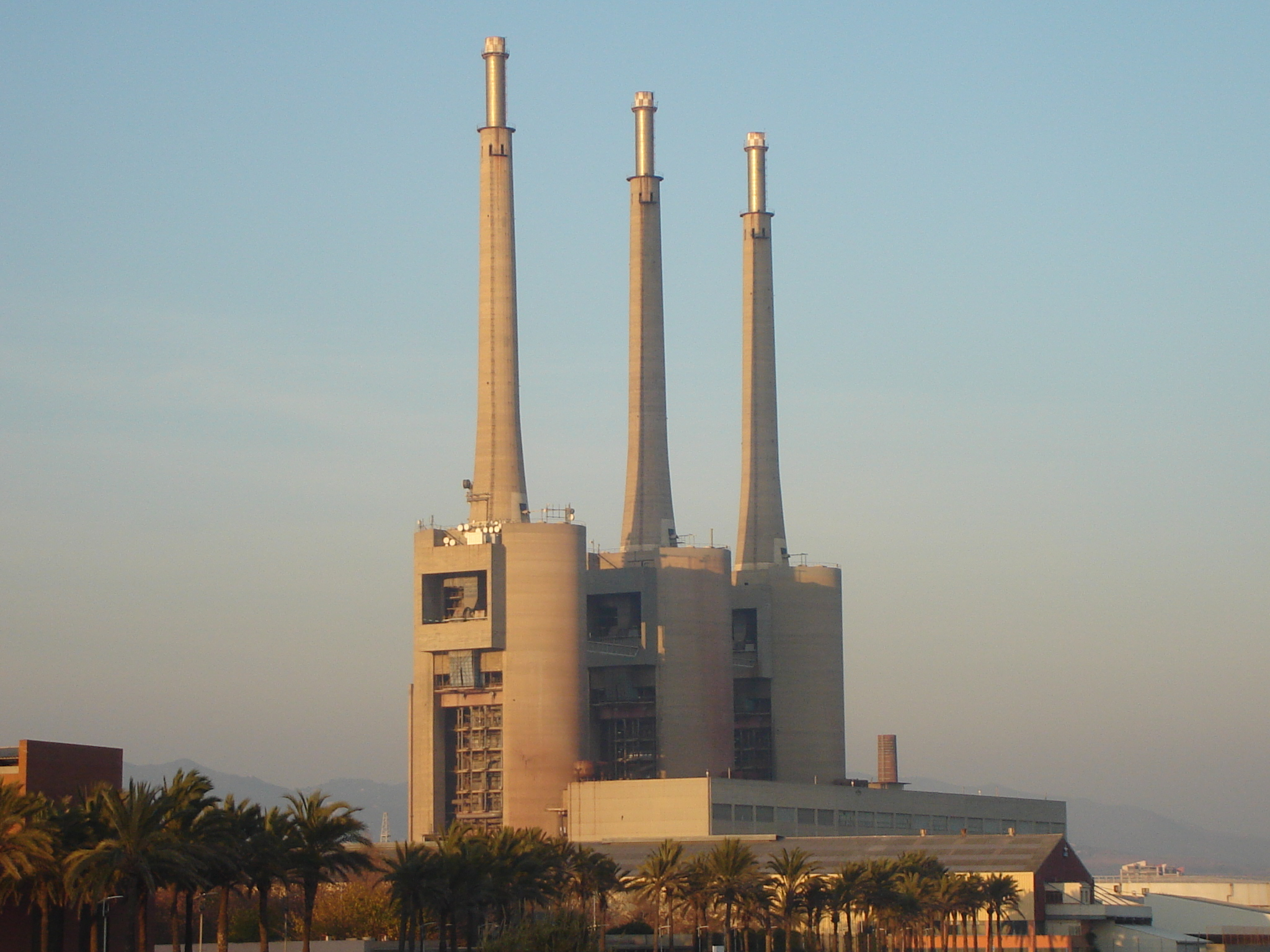
Le tre ciminiere

La centrale termoelettrica di Sant'Andrià de Besós, nota anche come la "centrale delle tre ciminiere" e da non confondersi con la centrale termoelettrica di Besós, era un impianto termoelettrico che si trova sulla riva sinistra della foce del fiume Besós, al confine tra i comuni di Badalona e di Sant'Adrià de Besós, in provincia di Barcellona. 
L'impianto, costruito da Copisa tra il 1970 e il 1976, era costituito da 3 gruppi termici da 350 MW ciascuno (San Adrián I, San Adrián II e San Adrián III) ed è stato operativo tra il 1973 e il 2011, anno della sua chiusura. Dopo la disattivazione dell'impianto, le iconiche ciminiere (che possono essere viste chiaramente da tutte le spiagge di Barcellona) sono state conservate, nonostante la compagnia energetica Endesa intendesse demolirle, e adesso stanno per essere dichiarate Bien Cultural de Interés Local.